# Judo na Letních olympijských hrách 2024
Soutěže v judu na Letních olympijských hrách 2024 v Paříži proběhnou v hale Grand Palais éphémère v období 27. července až 3. srpna 2024. Stejně jako na předchozích Hrách bude rozdáno 15 sad medailí.

## Medailisté

### Muži
| Kategorie | Zlato                                | Stříbro                            | Bronz                                     |
| --------- | ------------------------------------ | ---------------------------------- | ----------------------------------------- |
| −60 kg    | Eldos Smetov · Kazachstán (KAZ)      | Luka Mkheidze · Francie (FRA)      | Ryuju Nagayama · Japonsko (JPN)           |
| −60 kg    | Eldos Smetov · Kazachstán (KAZ)      | Luka Mkheidze · Francie (FRA)      | Francisco Garrigós · Španělsko (ESP)      |
| −66 kg    | Hifumi Abe · Japonsko (JPN)          | Willian Lima · Brazílie (BRA)      | Denis Vieru · Moldavsko (MDA)             |
| −66 kg    | Hifumi Abe · Japonsko (JPN)          | Willian Lima · Brazílie (BRA)      | Gusman Kyrgyzbajev · Kazachstán (KAZ)     |
| −73 kg    | Hidajat Hejdarov · Ázerbájdžán (AZE) | Joan-Benjamin Gaba · Francie (FRA) | Adil Osmanov · Moldavsko (MDA)            |
| −73 kg    | Hidajat Hejdarov · Ázerbájdžán (AZE) | Joan-Benjamin Gaba · Francie (FRA) | Sóiči Hašimoto · Japonsko (JPN)           |
| −81 kg    | Takanori Nagase · Japonsko (JPN)     | Tato Grigalašvili · Gruzie (GEO)   | Lee Joon-hwan · Jižní Korea (KOR)         |
| −81 kg    | Takanori Nagase · Japonsko (JPN)     | Tato Grigalašvili · Gruzie (GEO)   | Somon Machmadbekov · Tádžikistán (TJK)    |
| −90 kg    | Laša Bekauri · Gruzie (GEO)          | Sanširo Murao · Japonsko (JPN)     | Maxime-Gaël Ngayap Hambou · Francie (FRA) |
| −90 kg    | Laša Bekauri · Gruzie (GEO)          | Sanširo Murao · Japonsko (JPN)     | Theodoros Celidis · Řecko (GRE)           |
| −100 kg   | Zelim Kocojev · Ázerbájdžán (AZE)    | Ilia Sulamanidze · Gruzie (GEO)    | Peter Palčik · Izrael (ISR)               |
| −100 kg   | Zelim Kocojev · Ázerbájdžán (AZE)    | Ilia Sulamanidze · Gruzie (GEO)    | Muzaffarbek Turobojev · Uzbekistán (UZB)  |
| +100 kg   | Teddy Riner · Francie (FRA)          | Kim Min-čong · Jižní Korea (KOR)   | Temur Rachimov · Tádžikistán (TJK)        |
| +100 kg   | Teddy Riner · Francie (FRA)          | Kim Min-čong · Jižní Korea (KOR)   | Ališer Jusupov · Uzbekistán (UZB)         |

### Ženy
| Kategorie | Zlato                                 | Stříbro                                   | Bronz                                   |
| --------- | ------------------------------------- | ----------------------------------------- | --------------------------------------- |
| −48 kg    | Nacumi Cunodaová · Japonsko (JPN)     | Básanchüü Bavudoržijová · Mongolsko (MGL) | Shirine Boukliová · Francie (FRA)       |
| −48 kg    | Nacumi Cunodaová · Japonsko (JPN)     | Básanchüü Bavudoržijová · Mongolsko (MGL) | Tara Babulfathová · Švédsko (SWE)       |
| −52 kg    | Diyora Keldeyorová · Uzbekistán (UZB) | Distria Krasniqiová · Kosovo (KOS)        | Larissa Pimentaová · Brazílie (BRA)     |
| −52 kg    | Diyora Keldeyorová · Uzbekistán (UZB) | Distria Krasniqiová · Kosovo (KOS)        | Amandine Buchardová · Francie (FRA)     |
| −57 kg    | Christa Degučiová · Kanada (CAN)      | Huh Mimi · Jižní Korea (KOR)              | Haruka Funakubová · Japonsko (JPN)      |
| −57 kg    | Christa Degučiová · Kanada (CAN)      | Huh Mimi · Jižní Korea (KOR)              | Sarah-Léonie Cysiqueová · Francie (FRA) |
| −63 kg    | Andreja Leškiová · Slovinsko (SLO)    | Prisca Awitiová Alcarazová · Mexiko (MEX) | Clarisse Agbegnenouová · Francie (FRA)  |
| −63 kg    | Andreja Leškiová · Slovinsko (SLO)    | Prisca Awitiová Alcarazová · Mexiko (MEX) | Laura Fazliuová · Kosovo (KOS)          |
| −70 kg    | Barbara Matićová · Chorvatsko (CRO)   | Miriam Butkereitová · Německo (GER)       | Michaela Polleresová · Rakousko (AUT)   |
| −70 kg    | Barbara Matićová · Chorvatsko (CRO)   | Miriam Butkereitová · Německo (GER)       | Gabriella Willemsová · Belgie (BEL)     |
| −78 kg    | Alice Bellandiová · Itálie (ITA)      | Inbar Lanirová · Izrael (ISR)             | Ma Čen-čao · Čína (CHN)                 |
| −78 kg    | Alice Bellandiová · Itálie (ITA)      | Inbar Lanirová · Izrael (ISR)             | Patrícia Sampaiová · Portugalsko (POR)  |
| +78 kg    | Beatriz Souzaová · Brazílie (BRA)     | Raz Heršková · Izrael (ISR)               | Kim Hayun · Jižní Korea (KOR)           |
| +78 kg    | Beatriz Souzaová · Brazílie (BRA)     | Raz Heršková · Izrael (ISR)               | Romane Dicková · Francie (FRA)          |

### Smíšená družstva
| Kategorie        | Zlato | Stříbro | Bronz | Bronz |
| ---------------- | --- | --- | --- | --- |
| Smíšená družstva | Francie (FRA) · Shirine Boukli · Joan-Benjamin Gaba · Amandine Buchardová · Walide Khyar · Sarah-Léonie Cysique · Luka Mkheidze · Clarisse Agbegnenouová · Alpha Oumar Djalo · Marie-Ève Gahié · Maxime-Gaël Ngayap Hambou · Romane Dicko · Aurélien Diesse · Madeleine Malongaová · Teddy Riner | Japonsko (JPN) · Uta Abeová · Hifumi Abe · Haruka Funakubo · Soichi Hashimoto · Natsumi Tsunoda · Ryuju Nagayama · Saki Niizoe · Sanshiro Murao · Miku Takaichi · Takanori Nagase · Aaron Wolf · Rika Takayama · Akira Sone · Tatsuru Saito | Brazílie (BRA) · Daniel Cargnin · Leonardo Gonçalves · Willian Lima · Rafael Macedo · Guilherme Schimidt · Rafael Silva · Larissa Pimenta · Ketleyn Quadros · Rafaela Silvaová · Beatriz Souza | Jižní Korea (KOR) · Lee Hye-kyeong · Kim Won-jin · Jung Ye-rin · An Ba-ul · Huh Mi-mi · Kim Ji-su · Lee Joon-hwan · Han Ju-yeop · Yoon Hyun-ji · Kim Ha-yun · Kim Min-jong |

## Přehled medailí
| Pořadí | Země        | Zlato | Stříbro | Bronz | Celkově |
| ------ | ----------- | ----- | ------- | ----- | ------- |
| 1.     | Japonsko    | 3     | 1       | 3     | 7       |
| 2.     | Ázerbájdžán | 2     | 0       | 0     | 2       |
| 3.     | Gruzie      | 1     | 2       | 0     | 3       |
| 4.     | Kazachstán  | 1     | 0       | 1     | 2       |
| 4.     | Uzbekistán  | 1     | 0       | 1     | 2       |
| 6.     | Kanada      | 1     | 0       | 0     | 1       |
| 6.     | Chorvatsko  | 1     | 0       | 0     | 1       |
| 6.     | Slovinsko   | 1     | 0       | 0     | 1       |
| 6.     | Itálie      | 1     | 0       | 0     | 1       |
| 10.    | Francie     | 0     | 2       | 5     | 7       |
| 11.    | Brazílie    | 0     | 1       | 1     | 2       |
| 11.    | Izrael      | 0     | 1       | 1     | 2       |
| 11.    | Kosovo      | 0     | 1       | 1     | 2       |
| 11.    | Jižní Korea | 0     | 1       | 1     | 2       |
| 15.    | Německo     | 0     | 1       | 0     | 1       |
| 15.    | Mexiko      | 0     | 1       | 0     | 1       |
| 15.    | Mongolsko   | 0     | 1       | 0     | 1       |
| 18     | Moldavsko   | 0     | 0       | 2     | 2       |
| 19.    | Rakousko    | 0     | 0       | 1     | 1       |
| 19.    | Belgie      | 0     | 0       | 1     | 1       |
| 19.    | Čína        | 0     | 0       | 1     | 1       |
| 19.    | Portugalsko | 0     | 0       | 1     | 1       |
| 19.    | Řecko       | 0     | 0       | 1     | 1       |
| 19.    | Španělsko   | 0     | 0       | 1     | 1       |
| 19.    | Švédsko     | 0     | 0       | 1     | 1       |
| 19.    | Tádžikistán | 0     | 0       | 1     | 1       |
| celkem | celkem      | 12    | 12      | 24    | 48      |